# Фільтр Фреше
Фільтр Фреше (коскінченний фільтр) — фільтр, названий на честь французького математика Моріса Фреше.
Нехай X — нескінченна множина. Тоді множина доповнень скінченних множин є фільтром. Такий фільтр називається фільтром Фреше (або коскінченним фільтром).